# 高坂俊之
高坂 俊之（たかさか としゆき、1965年 - ）は、日本の実業家、株式会社東急エージェンシー代表取締役社長。

## 人物・経歴
1965年生まれ。山形県出身。立教大学理学部卒業。筑波大学大学院修了。
1996年4月、株式会社東急エージェンシーに入社。
同社CRS本部プロジェクトデザイン局長、ソリューション本部プロモーション局長、ビジネス創造センター本部長を歴任したのち、2016年に執行役員、2017年からは取締役に就任。その後、取締役常務執行役員事業共創本部長兼新宿プロジェクト推進本部長を務めた。
2023年6月、同社代表取締役社長執行役員に就任。